# Municipio de Portugal
Los municipios en Portugal, denominados tradicionalmente en portugués concelhos y también municipio aunque ambos términos no son originalmente equivalentes ya que el primero hace referencia la institución que administra y el segundo al territorio administrado., son la segunda división administrativa oficial por encima de las freguesias o parroquias. Portugal cuenta con 308 municipios.
Los municipios de Portugal o concelhos son la subdivisión territorial más consistente que ha tenido el país en sus 900 años de historia. Tiene su origen en las cartas forales que los reyes concedían a ciertas tierras y sus territorios limítrofes, a fin de establecer la sujeción de estas a la Corona, impidiendo así que fueran dominados por aristócratas. Esta división ha ido cambiando sustancialmente con el paso del tiempo, se han ido creando unos y extinguido otros, sus competencias fueron cambiando y en algunos también sus fronteras, pero los han permanecido. Primero, sujetos a leyes particulares cada uno de ellos, en obediencia a los usos locales, ya la voluntad real expresada en el foral de la tierra, y luego sujetos a leyes nacionales generales a partir del liberalismo decimonónico.
Actualmente, los municipios son gobernados por una cámara municipal (en portugués câmara municipal ), órgano ejecutivo, y tienen una asamblea municipal (en portugués assembleia municipal ), que es el órgano deliberativo. La cámara es el órgano ejecutivo que se encarga del gobierno y de los asuntos corrientes del municipio. Dependiendo de la población del municipio, la cámara municipal puede estar formada por un número de miembros impar entre 5 y 17 (en Lisboa), escogidos por sufragio directo y universal en listas, partidarias o no. El ejecutivo es representativo, incluyendo típicamente miembros elegidos por varias listas. La asamblea es el «parlamento» del municipio, la competencia principal es la fiscalización de la actividad de la cámara municipal.